# Paros
Paros er den tredjestørste græske ø i Kykladerne, beliggende tæt på Tyrkiet. Øen er på 186 km2 og har ca. 10.000 indbyggere.
Fra havnebyen Parikía med ca. 2.000 indbyggere er der færgeforbindelse til andre dele af Grækenland, f.eks. Piræus, Mykonos, Naxos, Samos og Kreta. 
Lufthavnen "Paros Panteleio Airport" ligger 9 km sydvest for Parikía tæt på byen Alyki (Aliki) med afgange til og fra Athen.
Der er frugtbare områder, hvor der dyrkes korn, oliven, frugt, grøntsager og vindruer til vinfremstilling. 
Paros er desuden kendt for sin hvide marmor, der f.eks. blev benyttet til Napoleons grav i Paris.
37°03′N 25°11′Ø / 37.05°N 25.18°Ø